# Оштава
Оштава (болг. Ощава) — село в Благоевградской области Болгарии. Входит в состав общины Кресна. Находится примерно в 10 км к северо-востоку от центра города Кресна и примерно в 28 км к югу от центра города Благоевград. По данным переписи населения 2011 года, в селе  проживало 66 человек, преобладающая национальность — болгары.

## Население
| Год     | 1934 | 1946 | 1956 | 1965 | 1975 | 1985 | 1992 | 2001 | 2011 |
| ------- | ---- | ---- | ---- | ---- | ---- | ---- | ---- | ---- | ---- |
| Жителей | 1228 | 1116 | 815  | 772  | 397  | 189  | 158  | 115  | 66   |

|  |